# Puschkinia
Puschkinia é um género botânico pertencente à família Asparagaceae.

## Espécies
- Puschkinia peshmenii Rix & B.Mathew
- Puschkinia scilloides Adams